# Recea (okręg Bacău)
Recea – wieś w Rumunii, w okręgu Bacău, w gminie Horgești. W 2011 roku liczyła 520 mieszkańców.